# Бяла (Польша)
Бя́ла (пол. Biała, нем. Zülz, сил. Biołŏ) — город в Польше, входит в Опольское воеводство, Прудницкий повят. Занимает площадь 14,71 км². Население — 2687 человек (на 2004 год).
Стоит на реке Бяла

## Галерея

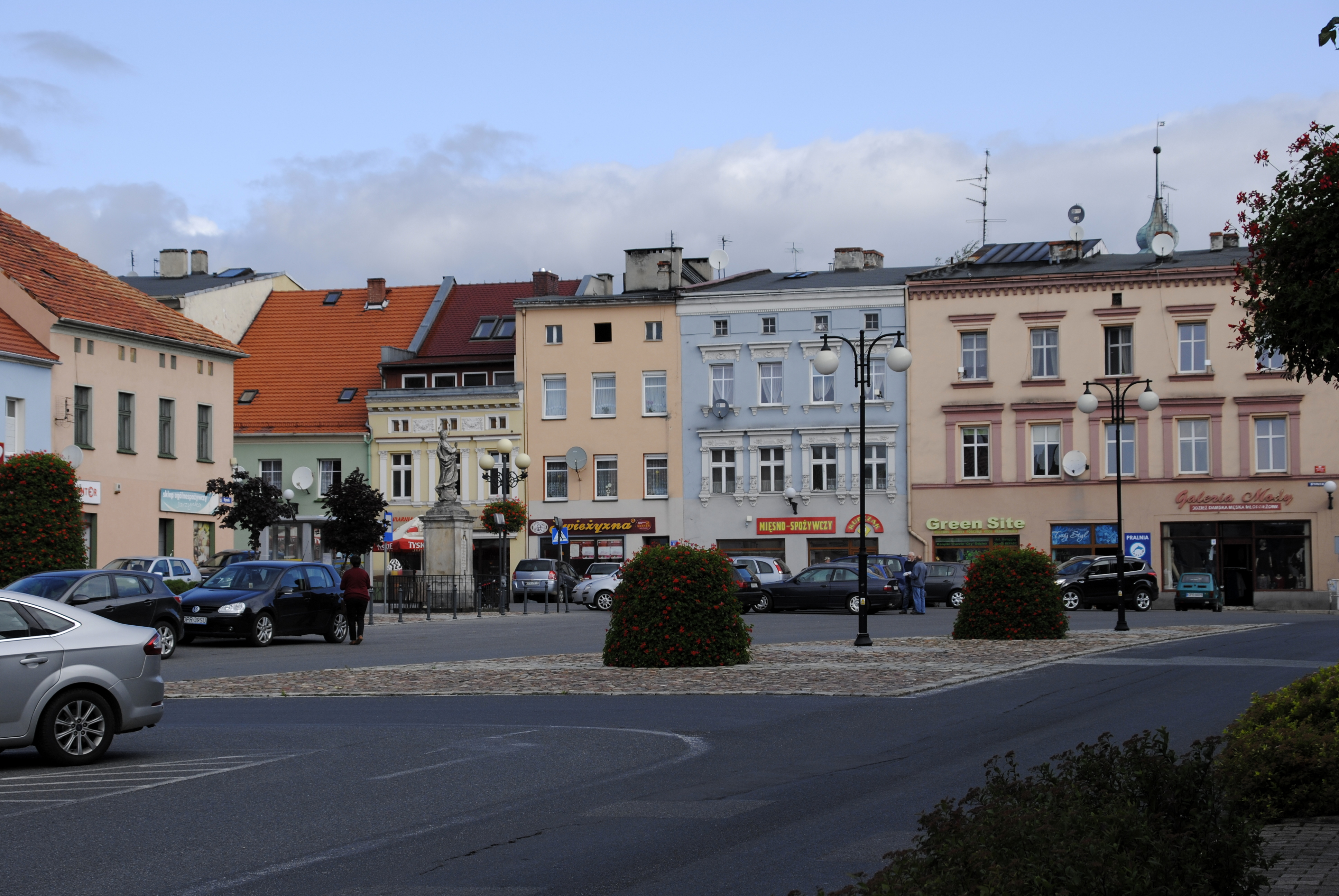
Рыночная площадь
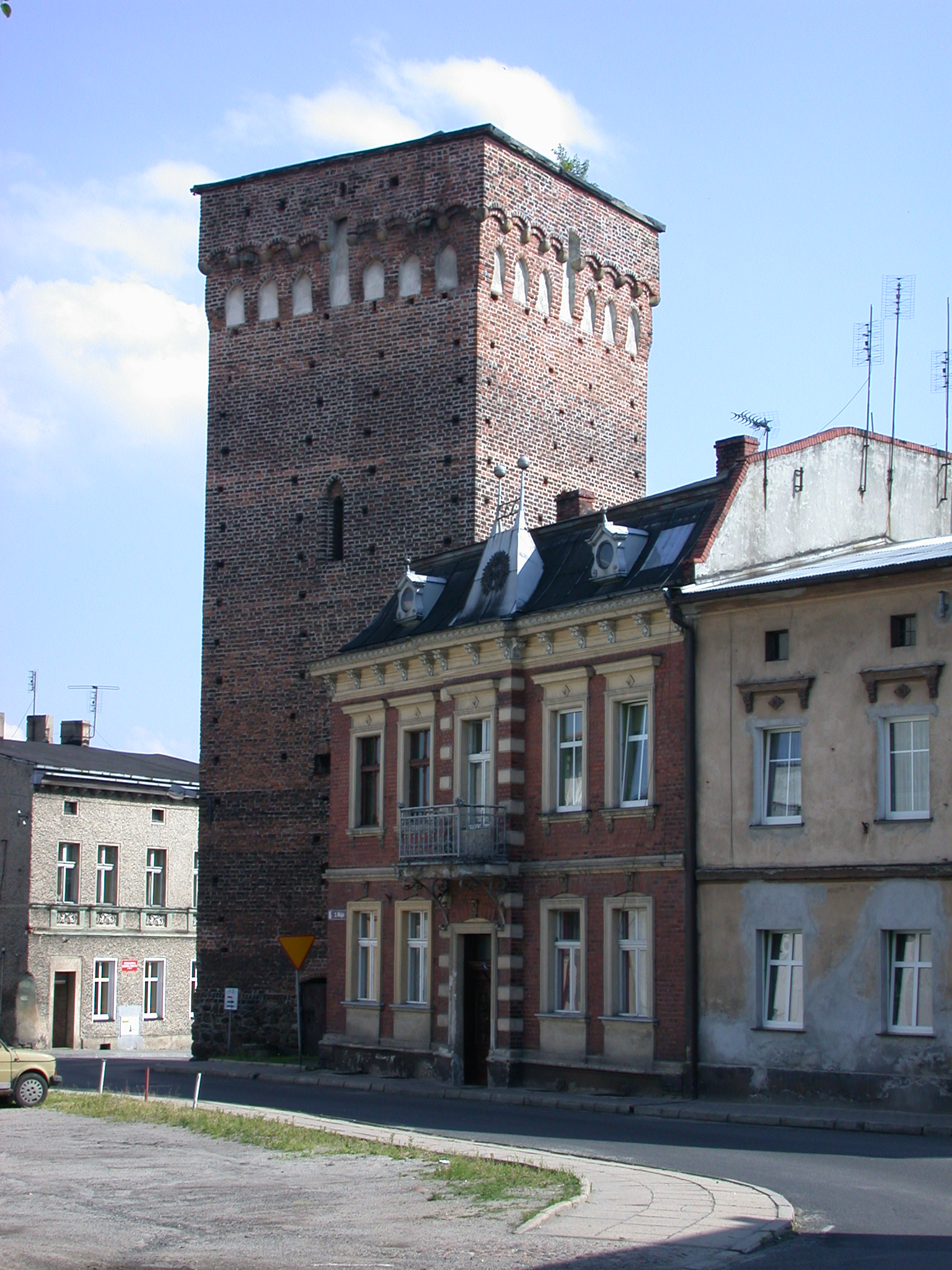
Новая башня
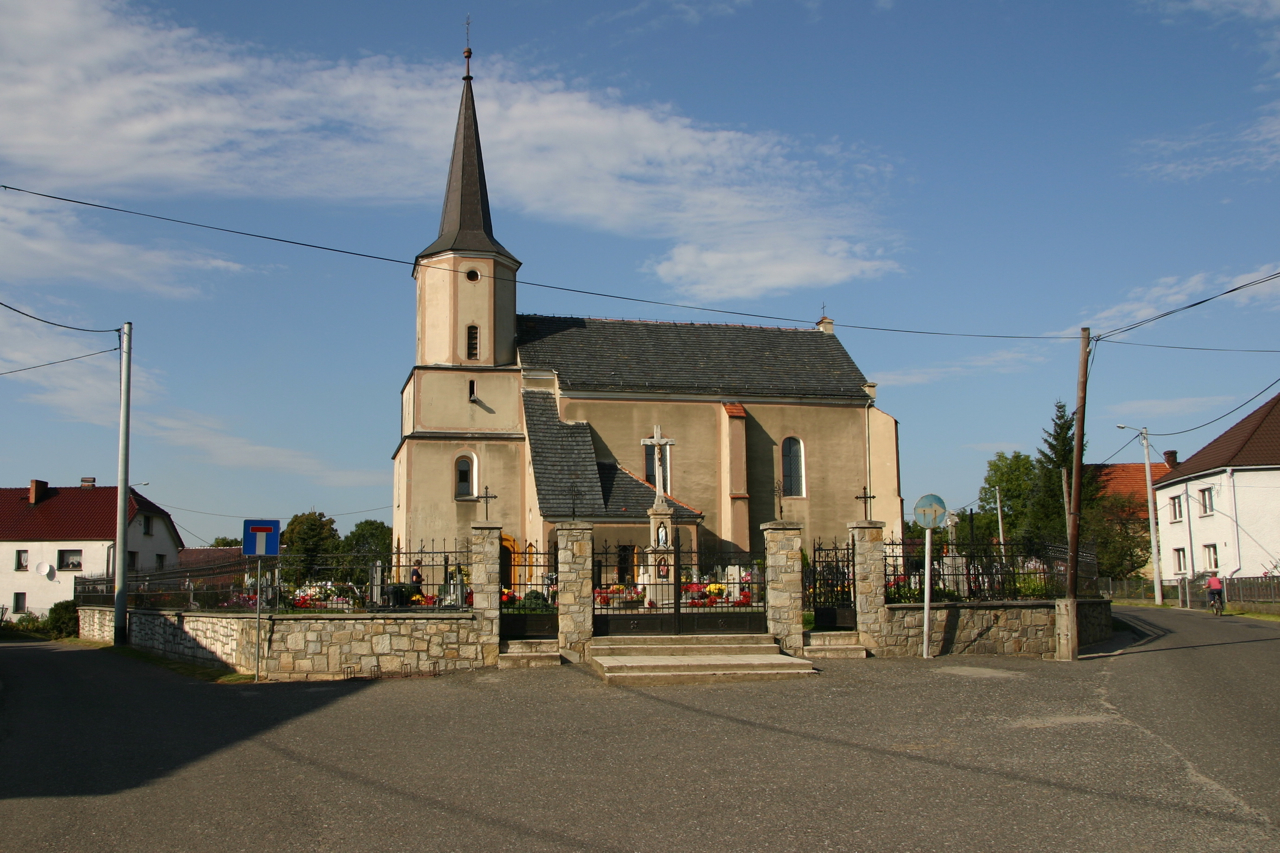
Церковь Св. Петра и Павла
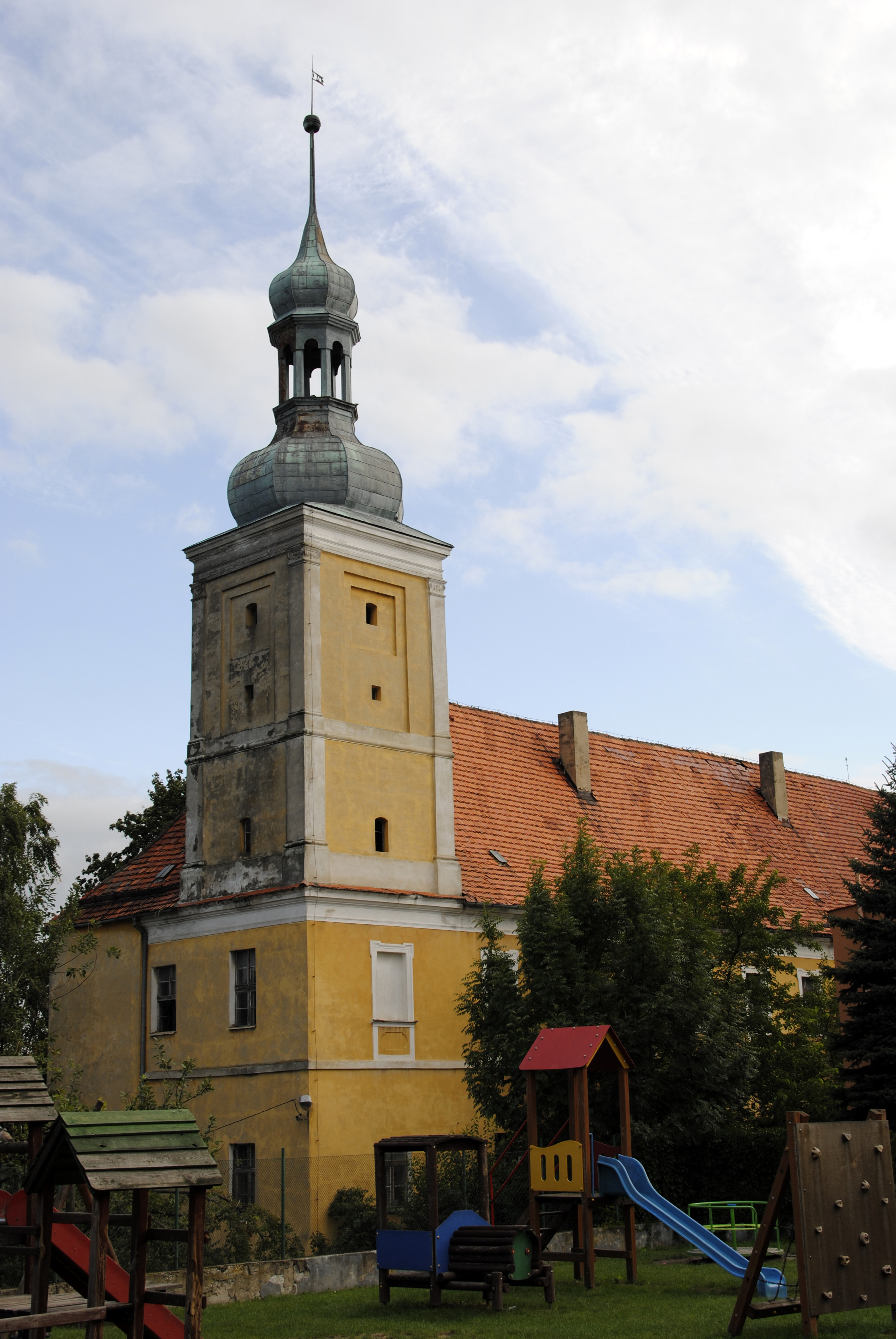
Замок Цульц
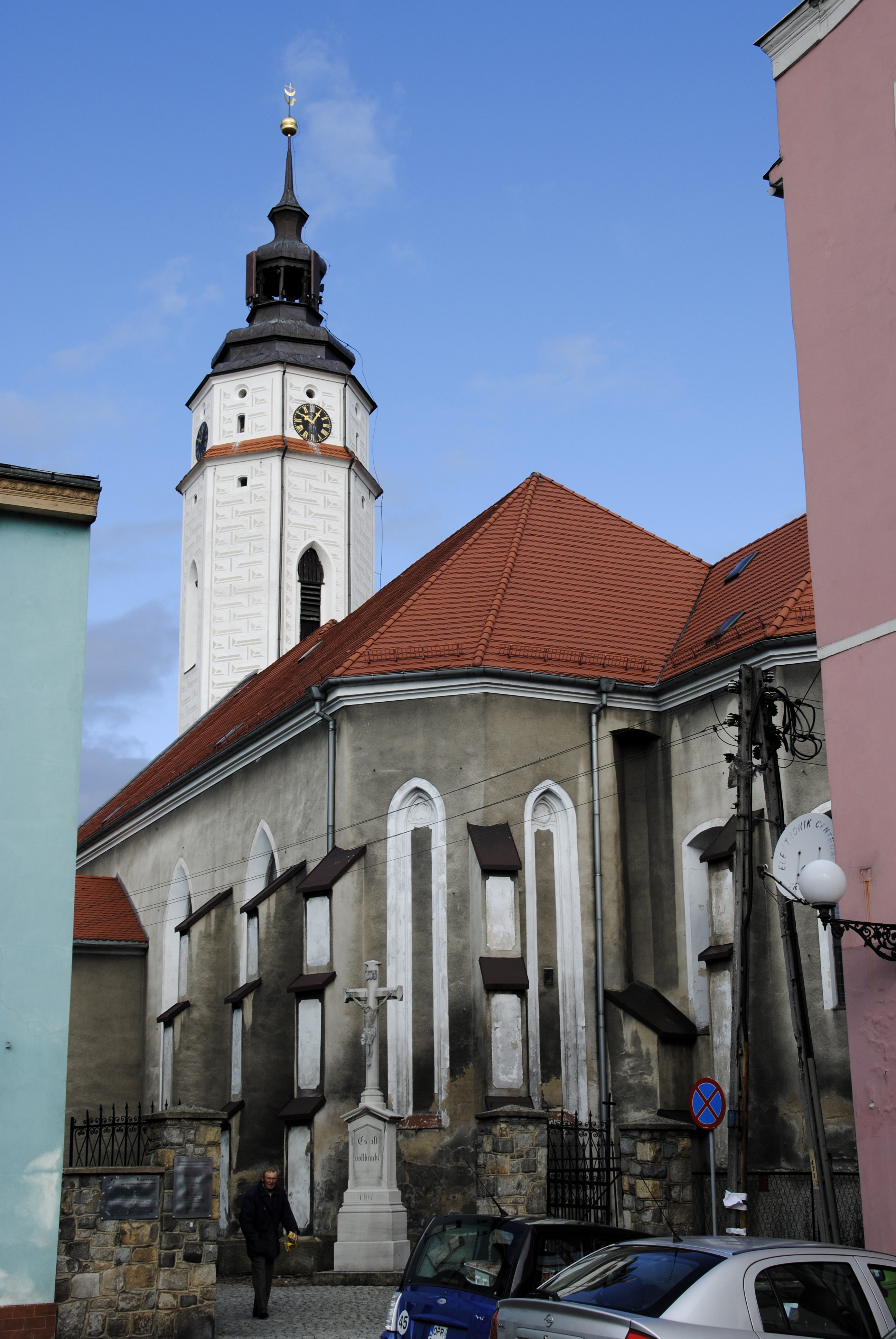
Церковь Успения Пр. Св. Богородицы
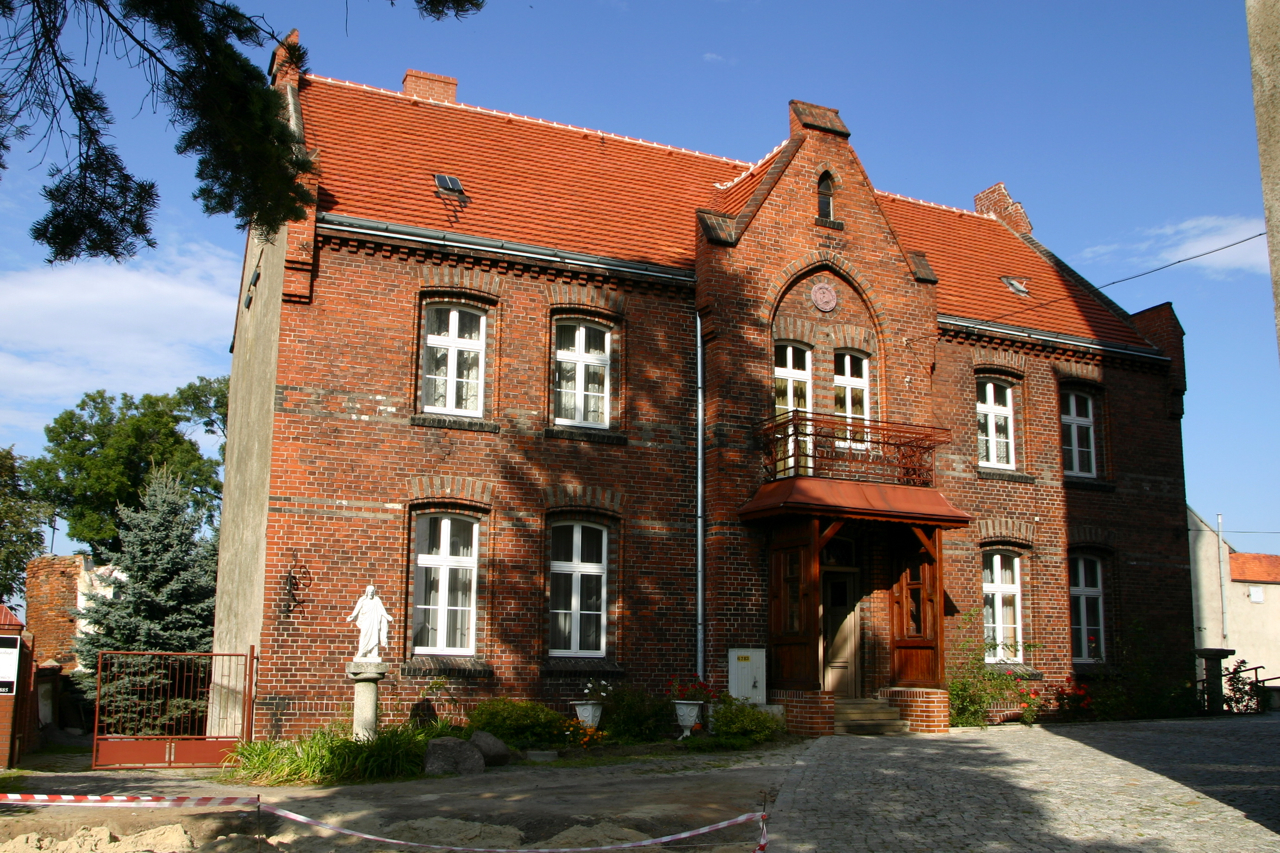
Старый дом
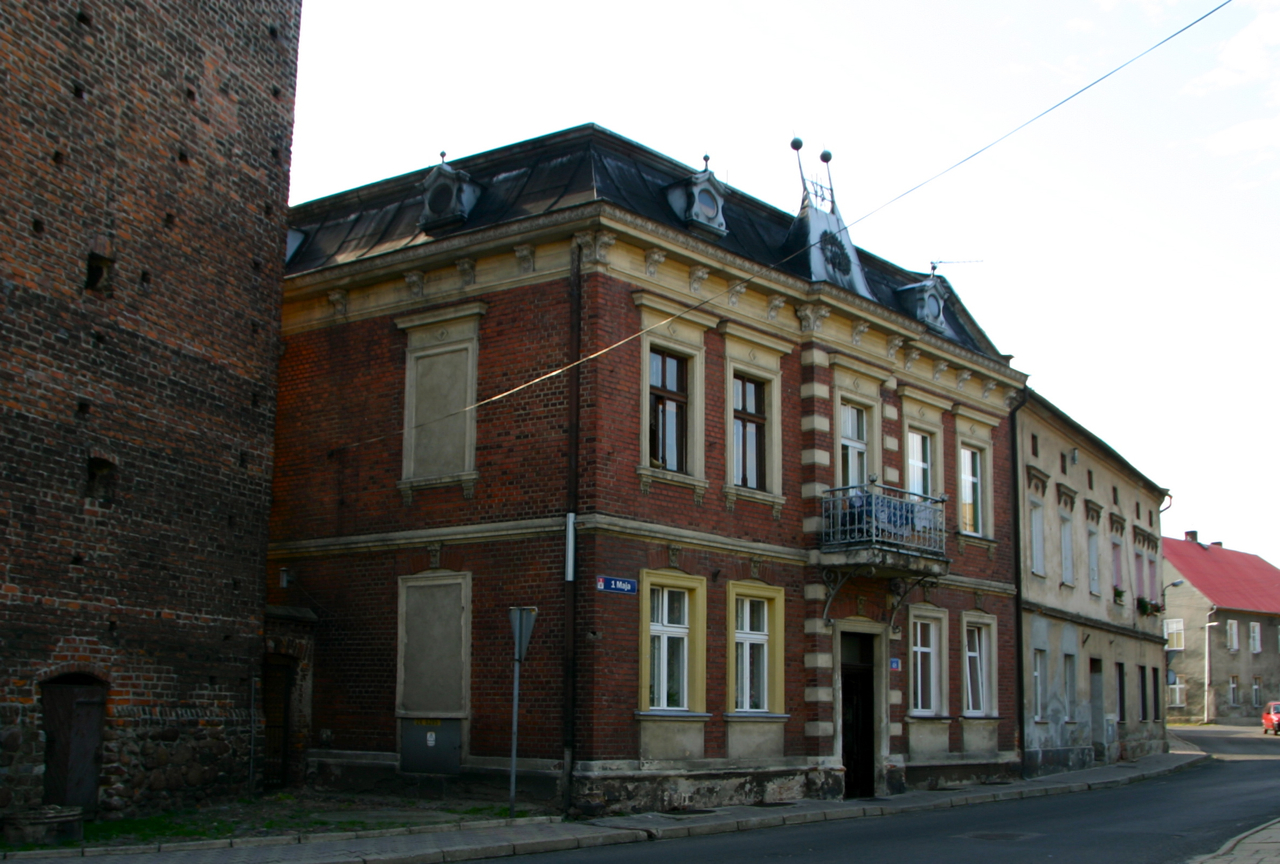
Старый дом
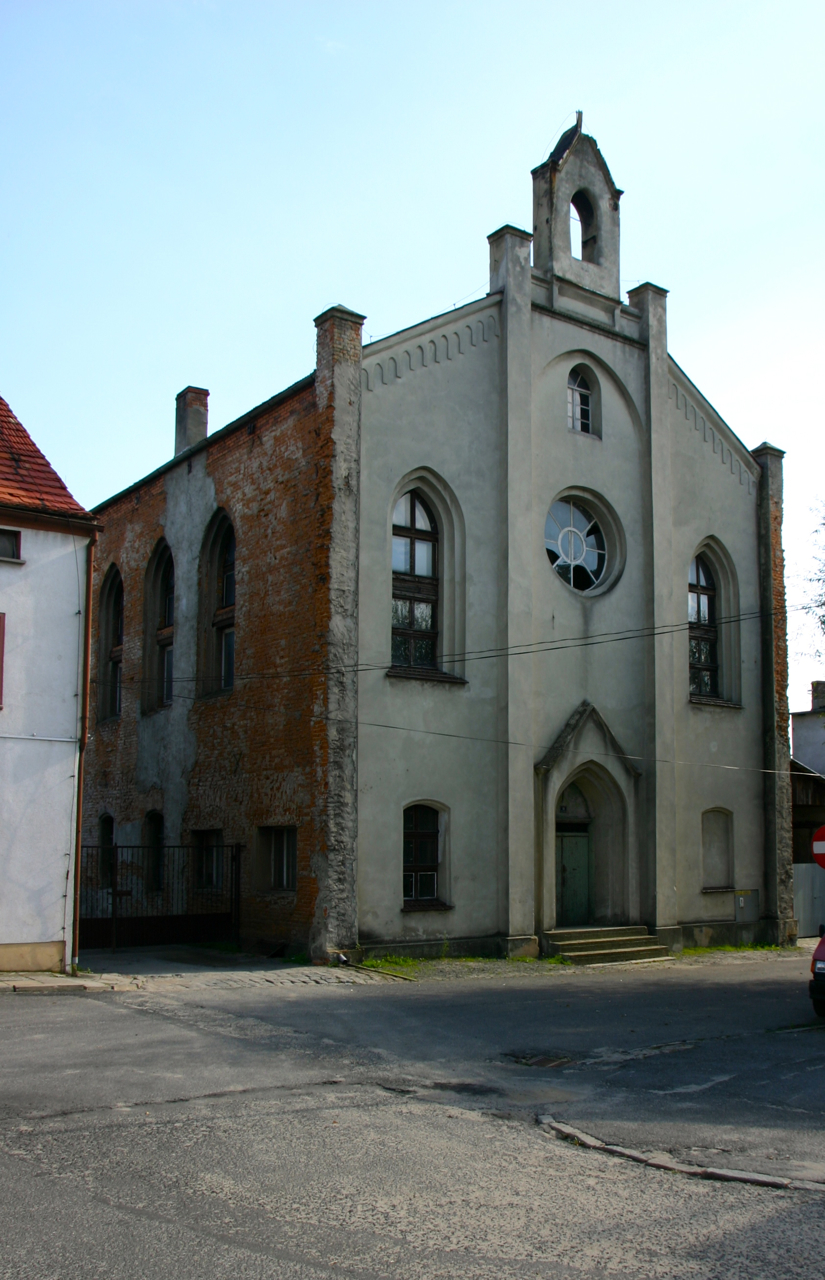
Церковь